# Una famiglia in trappola
Una famiglia in trappola (Pressure Point) è un film canadese-statunitense del 2001 diretto da Eric Weston.

## Trama
Jed Griffin, indagato per un omicidio che non ha commesso, ottiene il permesso di trascorrere un po' di tempo con la famiglia in campagna. Il suo tentativo di riflettere su come sia stato incastrato si interrompe perché un criminale di nome Rudy Wicker ha preso di mira lui e la sua famiglia.